# Délice de Pommard
Pour les articles homonymes, voir Délice (homonymie) et Pommard (homonymie).
Le Délice de Pommard est un fromage de vache triple-crème français, affiné au son de moutarde de Beaune, originaire de Pommard en Côte-d'Or en Bourgogne-Franche-Comté.

## Description

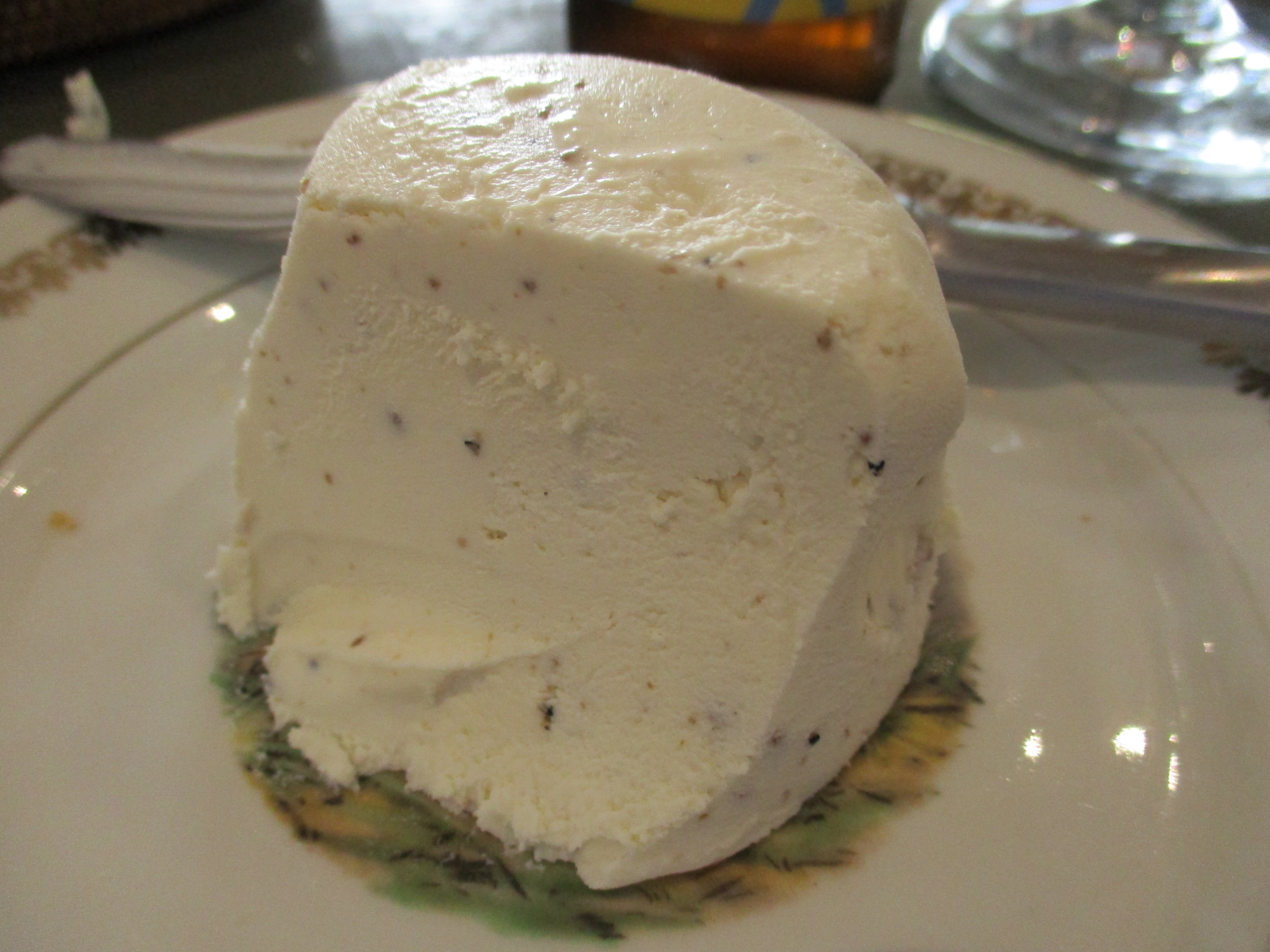
Délice de Pommard aux truffes de Bourgogne.

Le Délice de Pommard est un fromage frais triple-crème, issu de lait de vache pasteurisé, moulé au torchon, recouvert et affiné au son de moutarde de Beaune,, écrasé à la meule de pierre. 
Variante du Délice de Bourgogne ou du Brillat-savarin, ce fromage est créé en 1996 par Alain Hess, maître fromager à Beaune (près de Pommard) avec un goût riche et crémeux, relevé par le son de moutarde.
Il peut s'accompagner d'un Beaune blanc, ou autres vins du vignoble de Bourgogne,.

## Déclinaisons
- grain d'anis[2]
- marc de raisin
- bourgeons de cassis noir de Bourgogne
- pain d'épices de Dijon
- ail et fines herbes
- truffes.

## Récompenses
- Médaille de bronze du Salon mondial du fromage et produits laitiers de Tours, en 2015